# Konrad Hirsch
Konrad Hirsch (Eidskog, 19 maggio 1900 – Surte, 17 novembre 1924) è stato un calciatore svedese, di ruolo difensore.

## Carriera

### Club
Giocò sempre il campionato svedese.

### Nazionale
Con la sua Nazionale partecipò ai Giochi olimpici del 1924, nei quali conquistò la medaglia di bronzo.